# Шолудивник високий
{{#ifeq:0|0|{{#if:|{{#if:Pedicularisexaltata|[[]}}|}}}}
Шолуди́вник висо́кий (Pedicularis exaltata) — багаторічна рослина родини вовчкових. Вид занесений до Червоної книги України та Європейського червоного списку. Належить до лікарських та декоративних рослин.

## Опис
Трав'яниста рослина 60–150 см заввишки, гемікриптофіт, напівпаразит. Корінь видовжений, веретеноподібний, з малорозвинутою каудексною частиною. Стебло прямостояче, дуже міцне, порожнисте, ребристе, місцями зверху коротко-пухнасте. Листки двох типів: прикореневі завдовжки 10–40 см, голі, довгочерешкові, пірчасторозсічені, з розставленими пірчасто-роздільними, загостреними, ланцетними сегментами, частки яких загострено-пилчасті; стеблові короткочерешкові, а вгорі сидячі, поступово переходять у приквітки.
Приквітки значно перевищують квітки. Суцвіття — густа китиця завдовжки 30–50 см. Чашечка гола, дзвоникоподібна. Віночок 20–28 мм завдовжки, світло-жовтий, голий, двогубий. Верхня губа завдовжки 6-8 мм, завширшки 3–3,5 мм. Плід — яйцеподібна, загострена коробочка, яка за розмірами не перевищує чашечку.

## Екологія та поширення
Рослина світлолюбна, помірно вологолюбна, віддає перевагу поживним, добре дренованим ґрунтам. Зростає на галявинах, вогкуватих трав'яних схилах, вторинних луках.
Квітне в червні-серпні, плодоносить у серпні-вересні. Розмножується насінням. Загалом шолудивнику високому притаманний короткий життєвий цикл — тривалість життя однієї особини в середньому не перевищує 4–5 років.
Ареал виду охоплює схід Середньої та захід Східної Європи, зокрема такі країни як Польщу, Білорусь, Чехію,Словаччину, Румунію. Основна частина популяцій зосереджена у Східних та Південних Карпатах. В Україні за останнє сторіччя зафіксовано лише три ізольованих місця зростання: біля села Блістова (Чернігівська область), біля села Стіжок (Тернопільська область) та поблизу Чернівців. З них два, ймовірно, втрачені, а більш-менш стабільним залишається чернівецький осередок.

## Значення і статус виду
Чисельність шолудивника високого в багатьох частинах ареалу незначна. Головними загрозами для популяцій цієї рослини є надмірне випасання худоби, зміна середовища, особливо осушення вологих луків. Окрім України вид охороняється в Чехії, де також відомий лише один його осередок.

## Синоніми
- Pedicularis hacquetii subsp. exaltata (Bess. ex Bunge) Klaster
- Pedicularis sumana Grec. var. exaltata (Besser) Limpr.[2]
- Pedicularis foliosa var. exaltata Bess. ex Benth.[3]
- Pedicularis carpatica (Andrae) Simonk.
- Pedicularis transsilvanica Schur[4]